# آدورلد اینهبیتنتز
ساکنان آدورلد (به انگلیسی: Oddworld Inhabitants) یک شرکت توسعه‌دهنده بازی‌های ویدئویی آمریکایی که در سپتامبر ۱۹۹۴، توسط لورن لانینگ و شری مک‌کنا تأسیس شده‌است. این شرکت بیشتر برای ساخت سری بازی‌های ویدئویی مورد تقدیر قرار گرفته آدورلد شناخته می‌شود. این سری با آدورلد: ادیسه ایب در سال ۱۹۹۷ شروع شده، سپس آدورلد: اگزادوس ایب در سال ۱۹۹۸، آدورلد: مانچ ادیسه در سال ۲۰۰۱ و آدورلد: خشم بیگانگان را در سال ۲۰۰۵ ساخته و منتشر کرده‌است. در سال ۲۰۱۴ آدورلد: نیو 'ان' تیستی برای پلی استیشن ۴ منتشر شده و آخرین نسخه از بازی نیز به نام آدورلد: سول‌استورم  در سال ۲۰۲۱ برای پلی‌استیشن ۴ و پلی استیشن ۵ و پی سی منتشر شده‌است.